# Heinrich von München

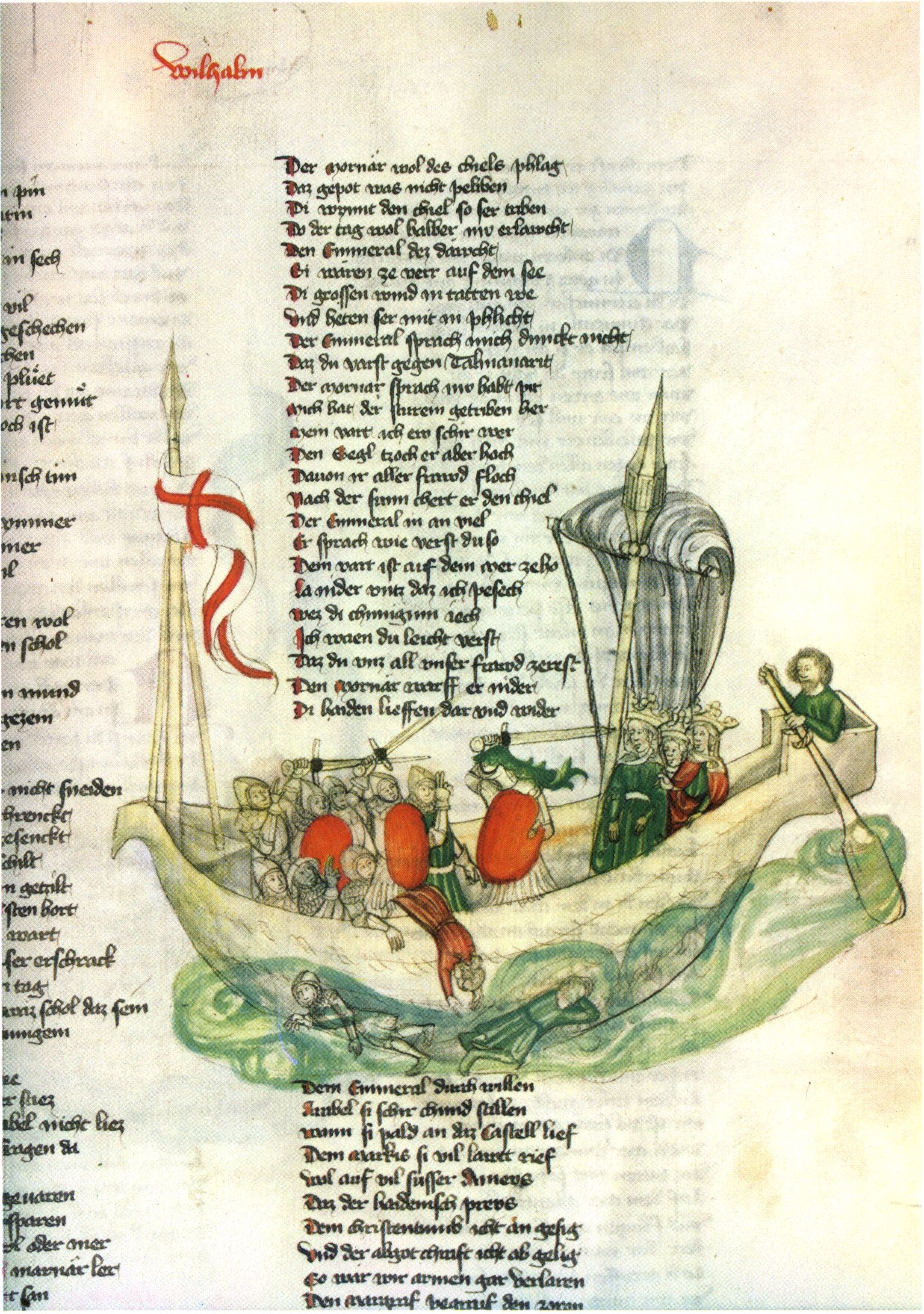
Die Weltchronik Heinrichs von München in der Handschrift Berlin, Staatsbibliothek, Ms. germ. fol. 1416, fol. 280r (um 1400)

Heinrich von München war Verfasser einer Reihe von Weltchronik-Kompilationen des 14. Jahrhunderts.
Über das Leben Heinrichs von München ist kaum etwas bekannt. Er hat nur zum Teil selbst gedichtet, ansonsten hat er aus Bestehendem zusammengeführt. Schon vor Heinrich von München gab es Versuche, die vorhandenen Weltchroniken zu einem Gesamtwerk zusammenzuführen. Beim ersten Versuch handelt es sich um die sogenannte erweiterte Christherre-Chronik.
Quellen:
- Alte Ee
- Petrus Comestor
- Sächsische Weltchronik
- Gesta Romanorum
- Rudolf von Ems
- Jans der Enikel
- Bibel
- das Pantheon des Geschichtsschreibers Gottfried von Viterbo
- sog. Kreuzholzlegende und Legende über die heiligen drei Könige
- Konrad von Würzburg: Roman über den Trojanischen Krieg
- Ulrich von Etzenbach: Alexanderroman

Mit diesen Quellen reichte er fast bis an die Geburt Christi. Danach verwendete er:
- Kaiserchronik
- Wolframs von Eschenbach Parzival
- Quellen über das Leben Jesu und der Maria (meist Erzählungen und Apokryphen)
- sehr ausführliche Beschreibung des Lebens Karls des Großen

Durch dieses Kompilationsverfahren kam Heinrich mit seinem Bericht etwa bis in das Jahr 1250.
Nur die Erstfassung ist von Heinrich selbst. Die Originalhandschrift ist in kaum einer der nachfolgenden Handschriften komplett vorhanden. Die folgenden Handschriften werden trotzdem als Heinrich-von-München-Weltchroniken bezeichnet. Die Autoren gingen dabei sehr sensibel zu Werke. Sie mischten sehr fein, manchmal werden nur einzelne Sätze aus den Werken zusammengeführt. Deshalb kann man nicht von lauter „Stückchen“ sprechen, es entstand etwas ganz neues, eigenes.